# Bill Hindman
Bill Hindman est un acteur américain né le 15 juillet 1922 à Toledo, Ohio (États-Unis), et mort le 9 juillet 1999 à Hialeah (Floride).

## Filmographie
- 1978 : Crash (en) (TV)
- 1980 : The Ordeal of Dr. Mudd (TV) : Président Andrew Johnson
- 1981 : The Pilot (en) de Cliff Robertson : Roger
- 1981 : Absence de malice (Absence of Malice) : Priest
- 1982 : Porky's : Coach Goodenough
- 1983 : Porky's 2 (Porky's II: The Next Day) : Coach Goodenough
- 1983 : Hold-up en jupons (Easy Money) : Butler on Yacht
- 1983 : Strip Academy (A Night in Heaven) : Russel
- 1985 : Porky's Contre-Attaque (Porky's Revenge) : Coach Goodenough
- 1986 : The Whoopee Boys (en) : Grafspee